# Dekanat smolewicki
Dekanat smolewicki – jeden z jedenastu dekanatów wchodzących w skład eparchii borysowskiej Egzarchatu Białoruskiego Patriarchatu Moskiewskiego.

## Parafie w dekanacie
- Parafia Świętych Kosmy i Damiana w Draczkowie
  - Cerkiew Świętych Kosmy i Damiana w Draczkowie
- Parafia św. Michała Archanioła w Dziechaniu
  - Cerkiew św. Michała Archanioła w Dziechaniu
- Parafia Narodzenia Najświętszej Maryi Panny w Piotrowiczach
  - Cerkiew Narodzenia Najświętszej Maryi Panny w Piotrowiczach
- Parafia Zwiastowania Najświętszej Maryi Panny w Słobodzie
  - Cerkiew Zwiastowania Najświętszej Maryi Panny w Słobodzie
- Parafia Opieki Matki Bożej w Słobodzie Jeziorzyckiej
  - Cerkiew Opieki Matki Bożej w Słobodzie Jeziorzyckiej
- Parafia św. Mikołaja Cudotwórcy w Smolewiczach
  - Cerkiew św. Mikołaja Cudotwórcy w Smolewiczach
- Parafia Mińskiej Ikony Matki Bożej w Smolewiczach
  - Cerkiew Mińskiej Ikony Matki Bożej w Smolewiczach
- Parafia Wniebowstąpienia Pańskiego w Smolewiczach
  - Cerkiew Wniebowstąpienia Pańskiego w Smolewiczach
- Parafia Zaśnięcia Najświętszej Maryi Panny w Sutokach
  - Cerkiew Zaśnięcia Najświętszej Maryi Panny w Sutokach
- Parafia Wprowadzenia Najświętszej Maryi Panny w Usiężu
  - Cerkiew Wprowadzenia Najświętszej Maryi Panny w Usiężu
- Parafia Opieki Matki Bożej w Wołmie
  - Cerkiew Opieki Matki Bożej w Wołmie
- Parafia św. Jerzego Zwycięzcy w Zabłociu
  - Cerkiew św. Jerzego Zwycięzcy w Zabłociu
- Parafia Narodzenia Pańskiego w Zadomli
  - Cerkiew Narodzenia Pańskiego w Zadomli

## Monastery
- Monaster Zwiastowania Najświętszej Maryi Panny w Ladach (stauropigia)
- Monaster św. Jana Teologa w Domoszanach

## Galeria

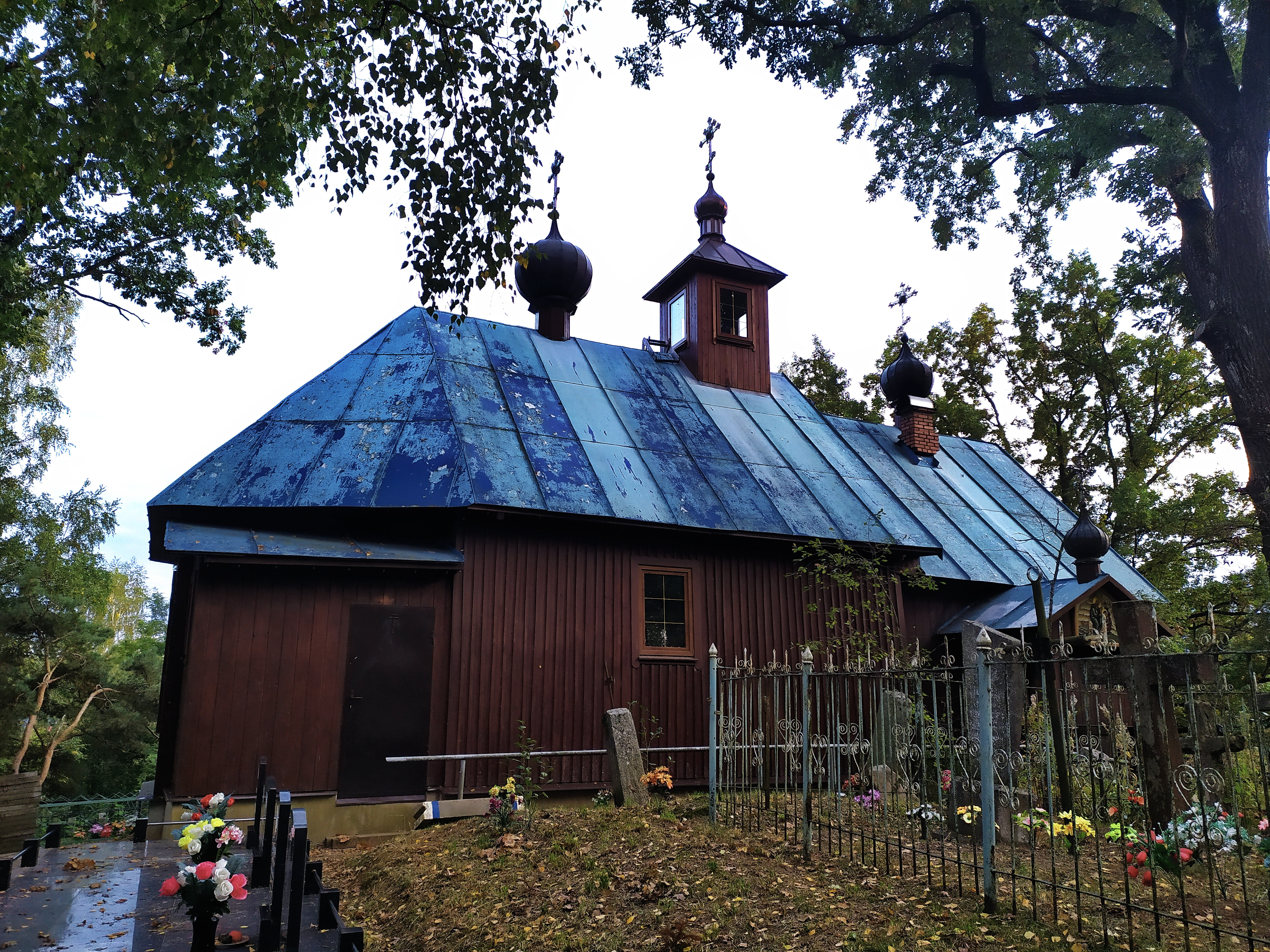
Cerkiew św. Jana Teologa w Domoszanach
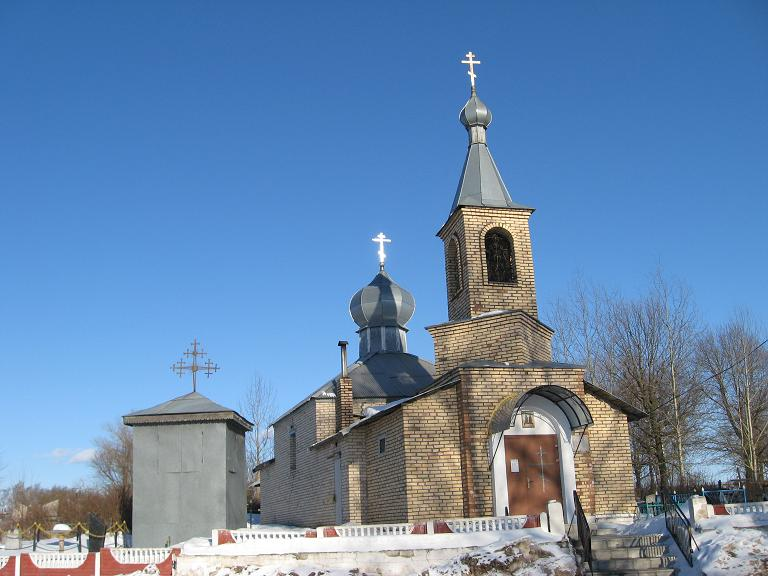
Cerkiew Świętych Kosmy i Damiana w Draczkowie
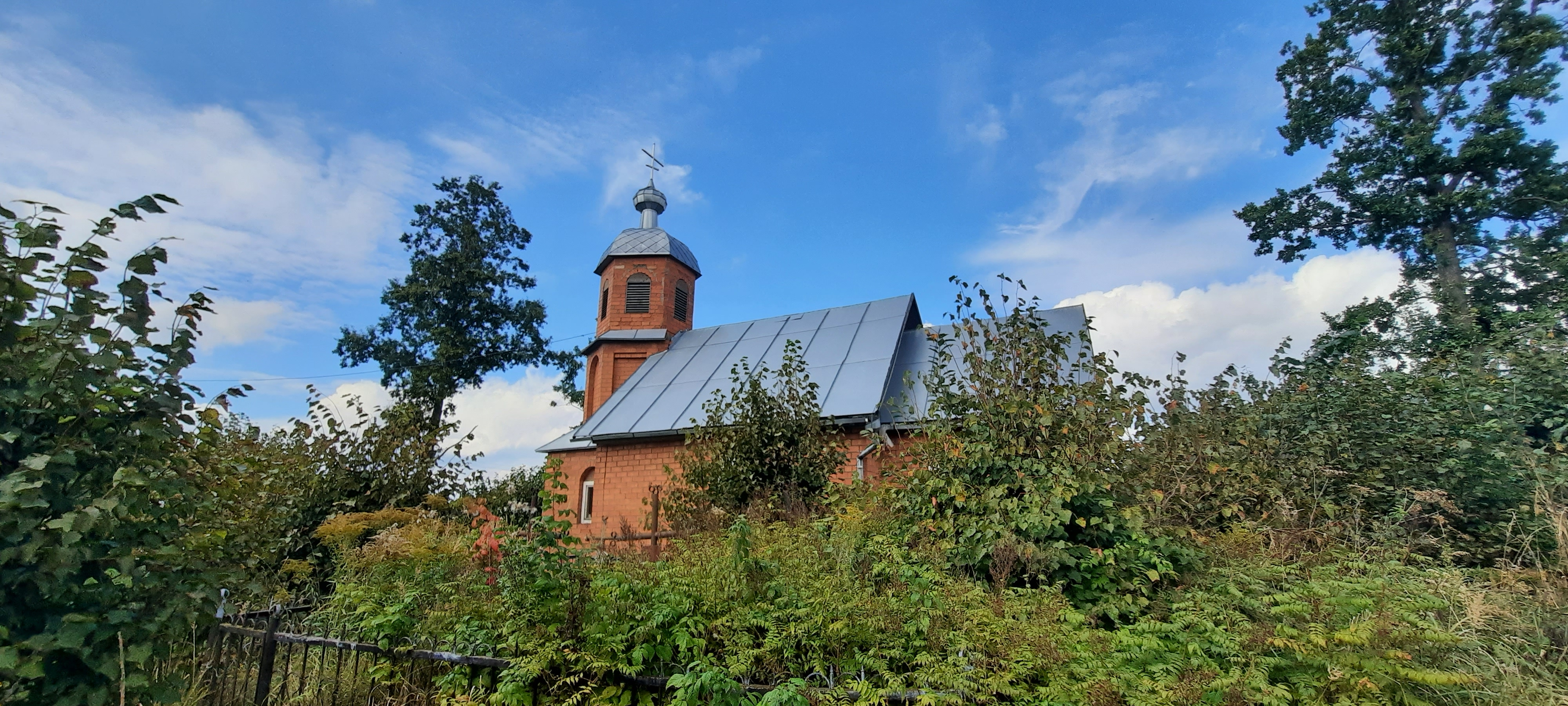
Cerkiew św. Michała Archanioła w Dziechaniu
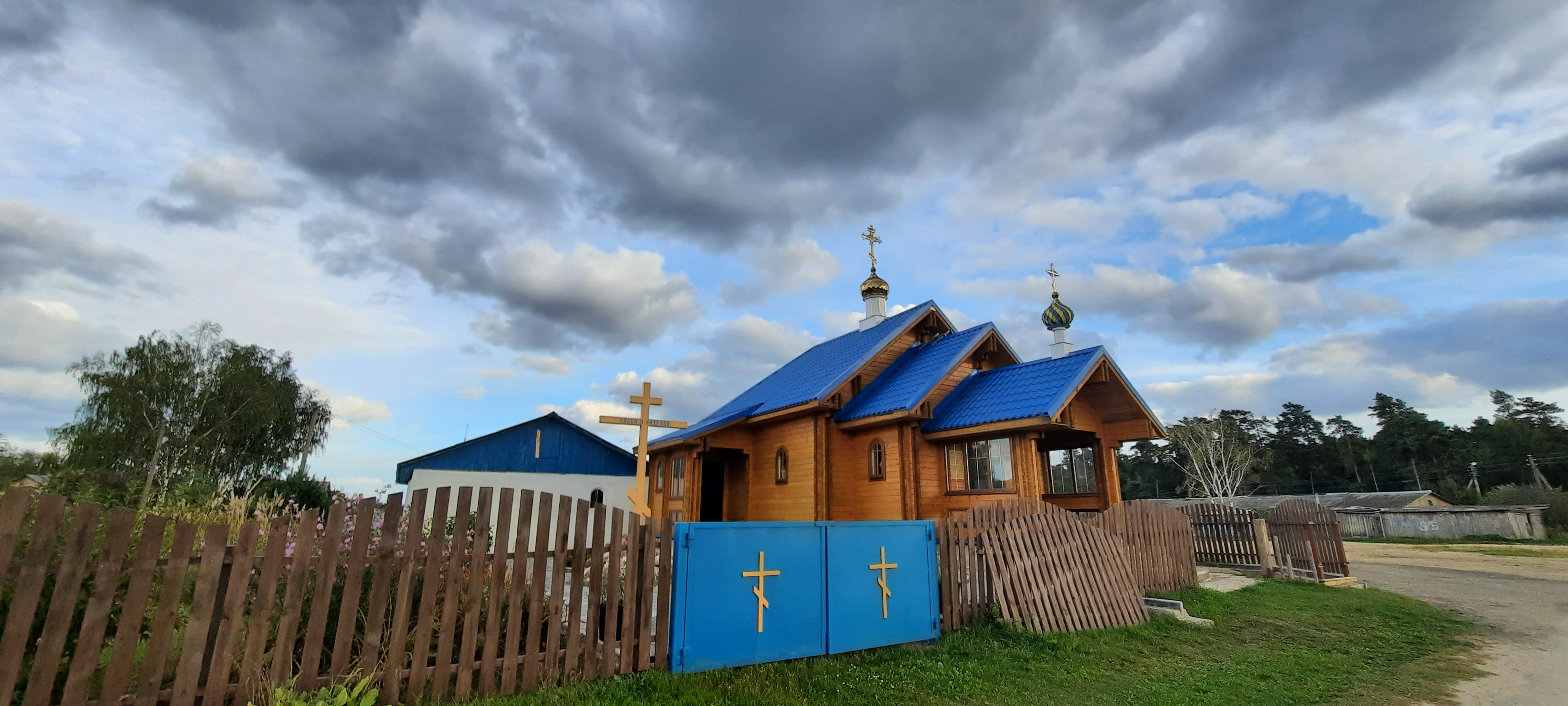
Cerkiew Zwiastowania Najświętszej Maryi Panny w Słobodzie
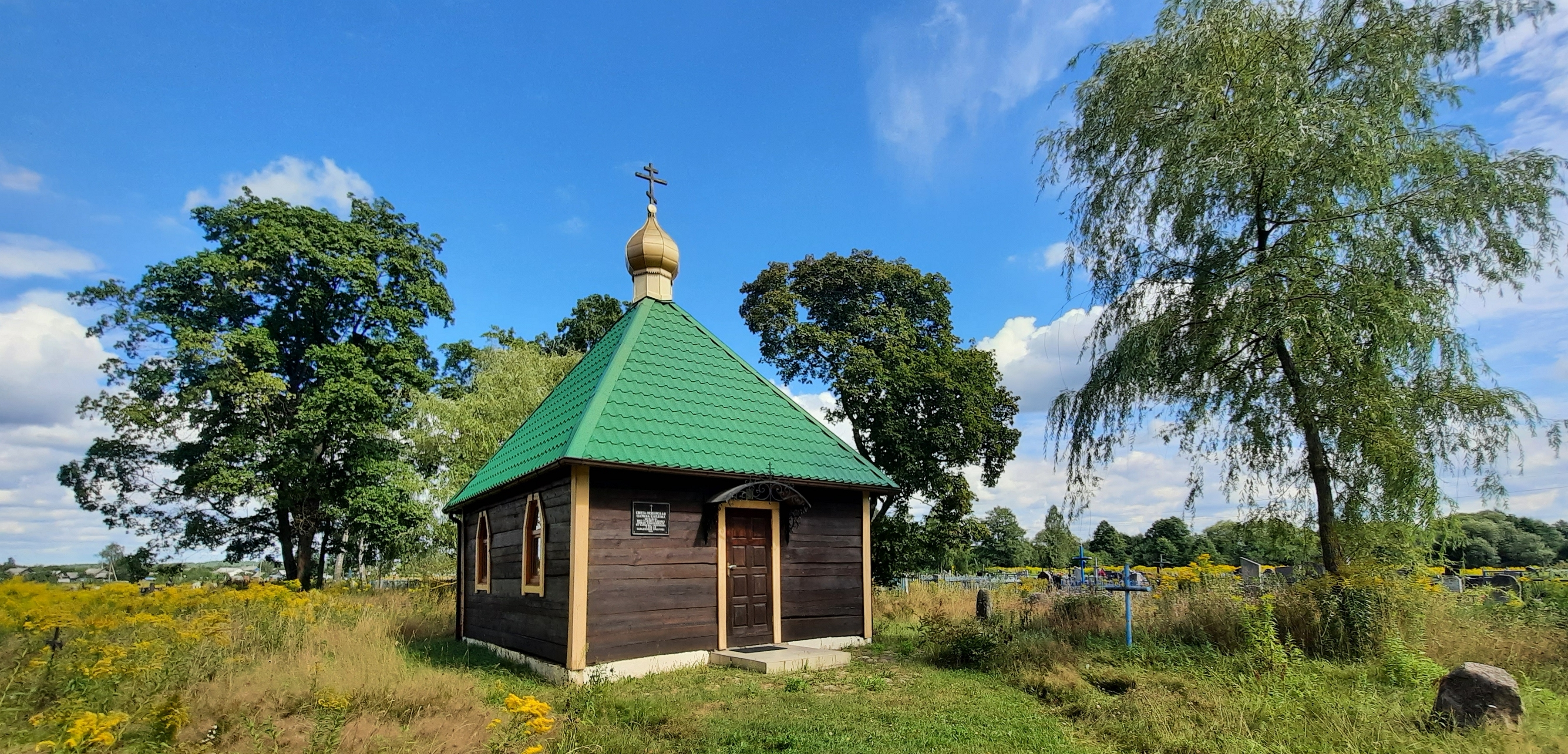
Cerkiew Zaśnięcia Najświętszej Maryi Panny w Sutokach
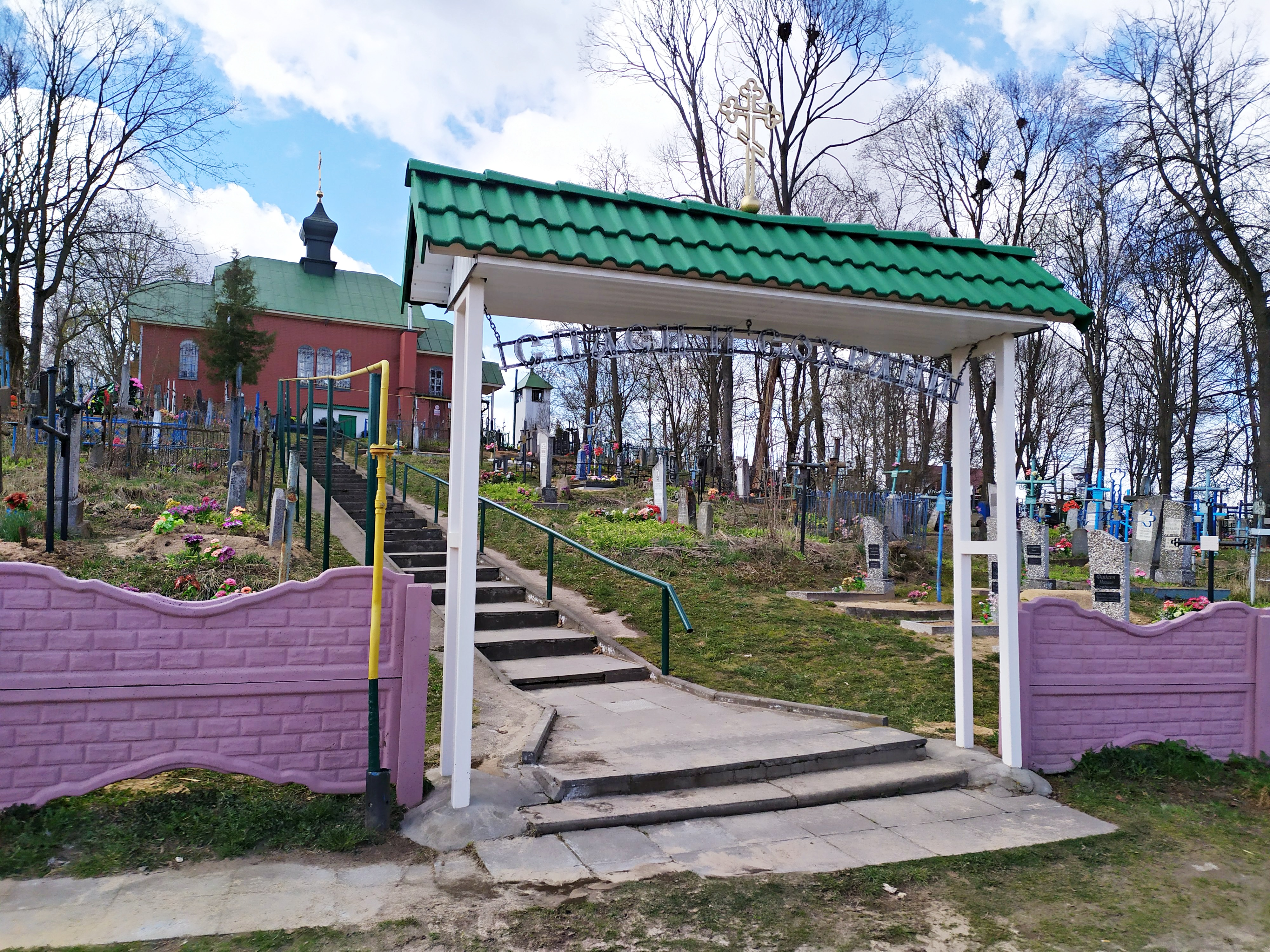
Cerkiew św. Jerzego Zwycięzcy w Zabłociu
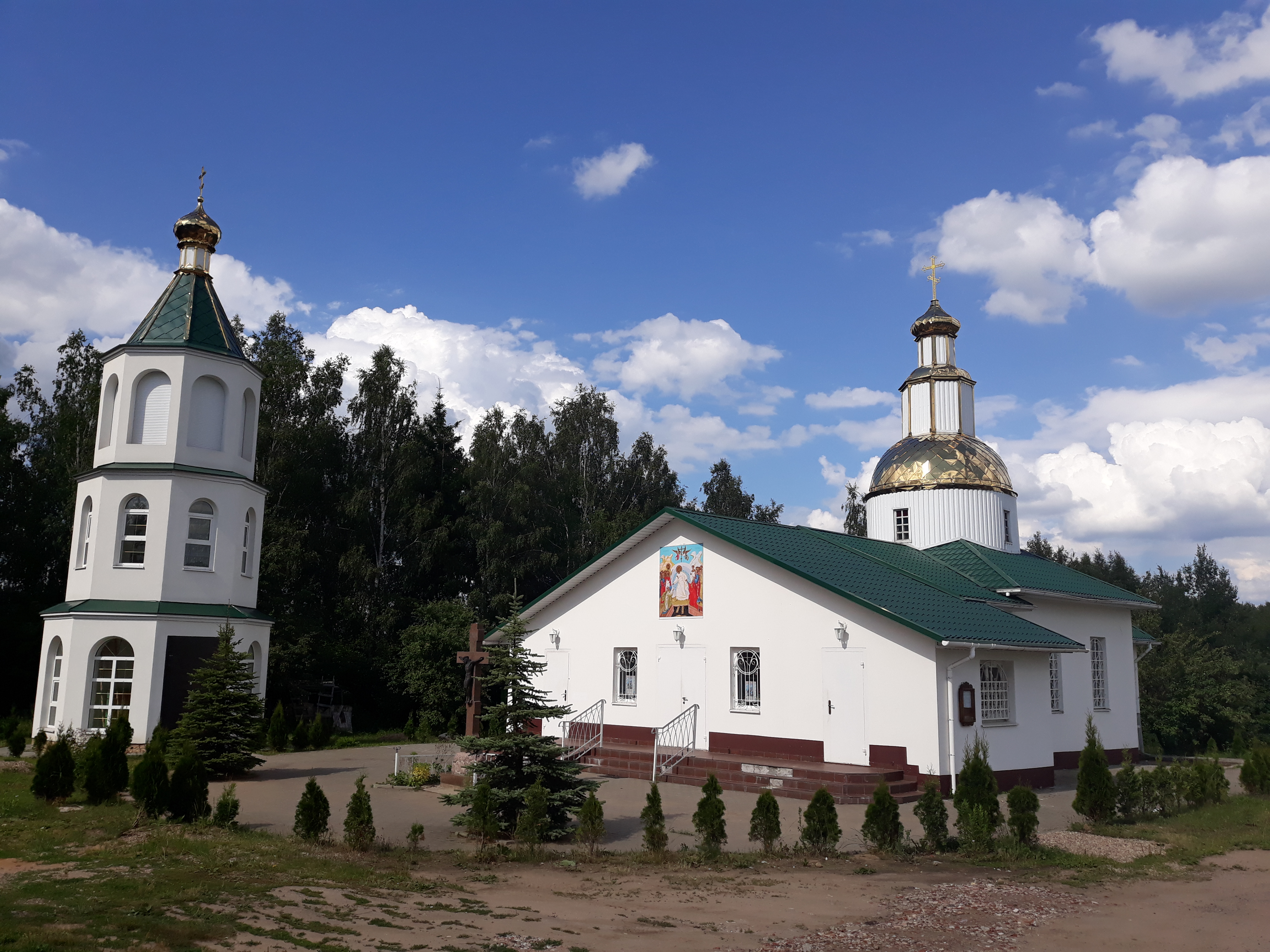
Cerkiew Narodzenia Pańskiego w Zadomli